# Det norska läsarpriset
Det norska läsarpriset (norska, Den norske leserprisen) är ett litteraturpris som årligen utdelas efter en omröstning bland medlemmarna av Bokklubben Nye Bøker. Priset går till författaren av den bokklubbsutgåva som har gjort mest intryck på medlemmarna under föregående år. Priset utdelades för första gången 2001.
Läsarpriset består av 50 000 norska kronor och en skulptur av Kjell Erik Killi Olsen. Pristagaren ombeds att utse en lovande norsk författare, som även denne får ett pris på 50 000 norska kronor. 

## Pristagare
- 2001 – Lars Saabye Christensen för Halvbroren

Aleksander Melli
- 2002 – Linn Ullmann för Nåde

Ingvild Burkey
- 2003 – Anne Karin Elstad för Odel

Thure Erik Lund
- 2004 – Ingar Sletten Kolloen för Hamsun. Erobreren

Johan Harstad
- 2005 – Anne B. Ragde för Eremittkrepsene

Sigmund Løvåsen
- 2006 – Anne Karin Elstad för Hjem

Hilde Hagerup
- 2007 – Jo Nesbø för Snømannen

Tiger Garté
- 2008 – Jo Nesbø för Hodejegerne

Lars Petter Sveen